# Hmelivka, Bohorodceanî
Hmelivka (în ucraineană Хмелівка) este o comună în raionul Bohorodceanî, regiunea Ivano-Frankivsk, Ucraina, formată numai din satul de reședință.

## Demografie
Componența lingvistică a comunei Hmelivka
     Ucraineană (99,72%)
     Alte limbi (0,14%)
Conform recensământului din 2001, majoritatea populației comunei Hmelivka era vorbitoare de ucraineană (99,72%), existând în minoritate și vorbitori de alte limbi.